# Vignoble du Beaujolais
Le vignoble du Beaujolais est une région viticole française situé dans le Nord du département du Rhône et sur quelques communes de Saône-et-Loire. Administrativement rattaché au vignoble de Bourgogne, l'aire de production correspond au piémont des monts du Beaujolais, entre Mâcon et Lyon.
Installé sur des terrains essentiellement granitiques au nord et calcaires au sud, il produit très majoritairement du vin rouge à base du cépage gamay N. La variété des terroirs a permis de créer onze appellations d'origine contrôlée, soit une régionale et dix communales ou locales. Même si c'est un vignoble très ancien, il est toujours présent dans l'actualité, notamment pour l'aura médiatique dont bénéficie le beaujolais nouveau.

## Hiérarchie des appellations

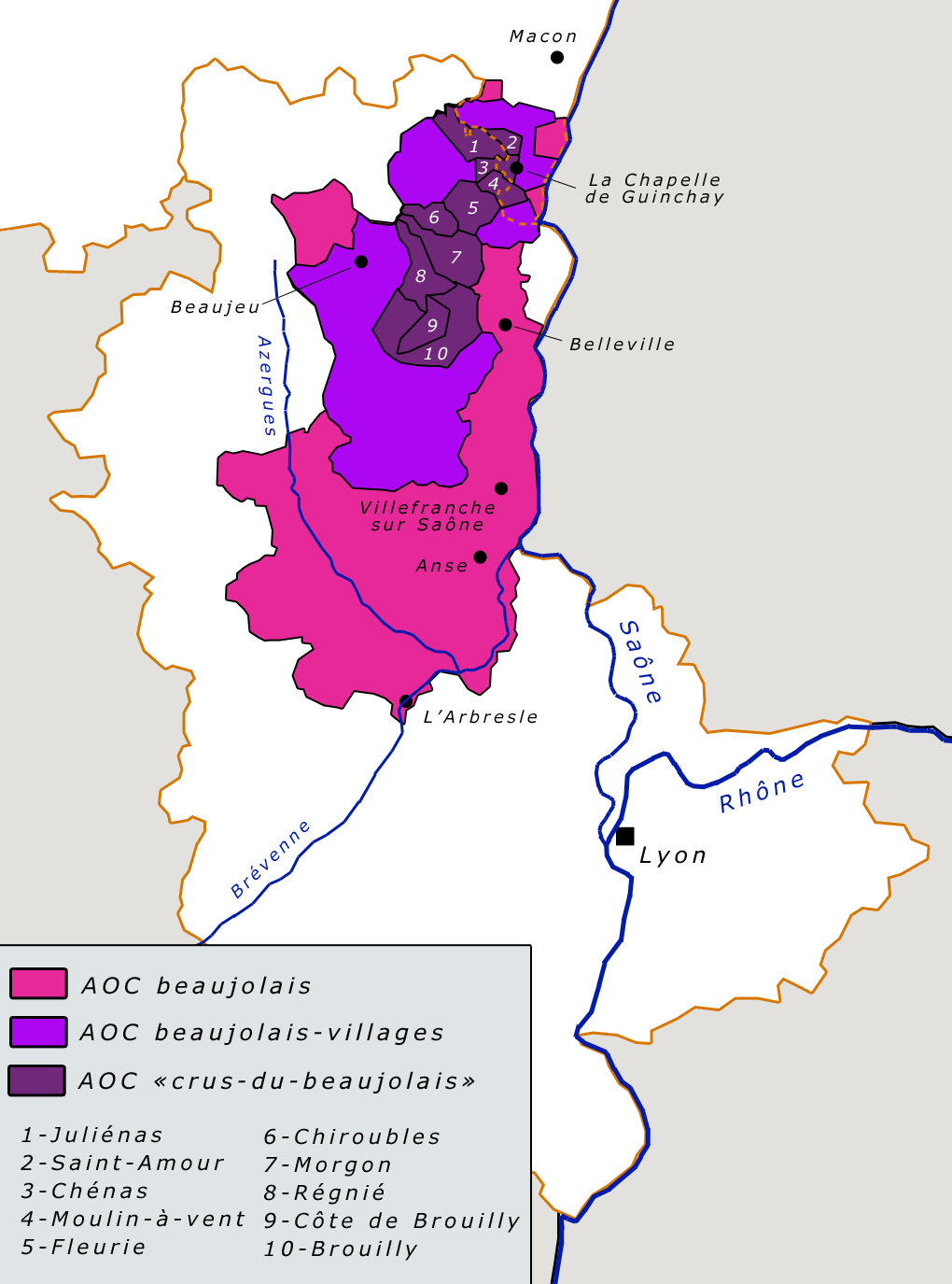
Carte du vignoble du beaujolais.

Le vignoble possède une appellation d'origine contrôlée régionale et dix communales. Tous ces vins peuvent être commercialisés sous l'appellation bourgogne (à laquelle on peut rajouter la mention « gamay »).

### Beaujolais
Au sein du vignoble, l'AOC beaujolais est la plus vaste, avec 3 479 hectares déclarés en 2024 (dont 360 ha pour faire du blanc, non compris le beaujolais-villages). Son aire de production couvre tout le vignoble. La majeure partie de la production de cette appellation est commercialisée en primeur sous le nom de beaujolais nouveau.

### Beaujolais-villages

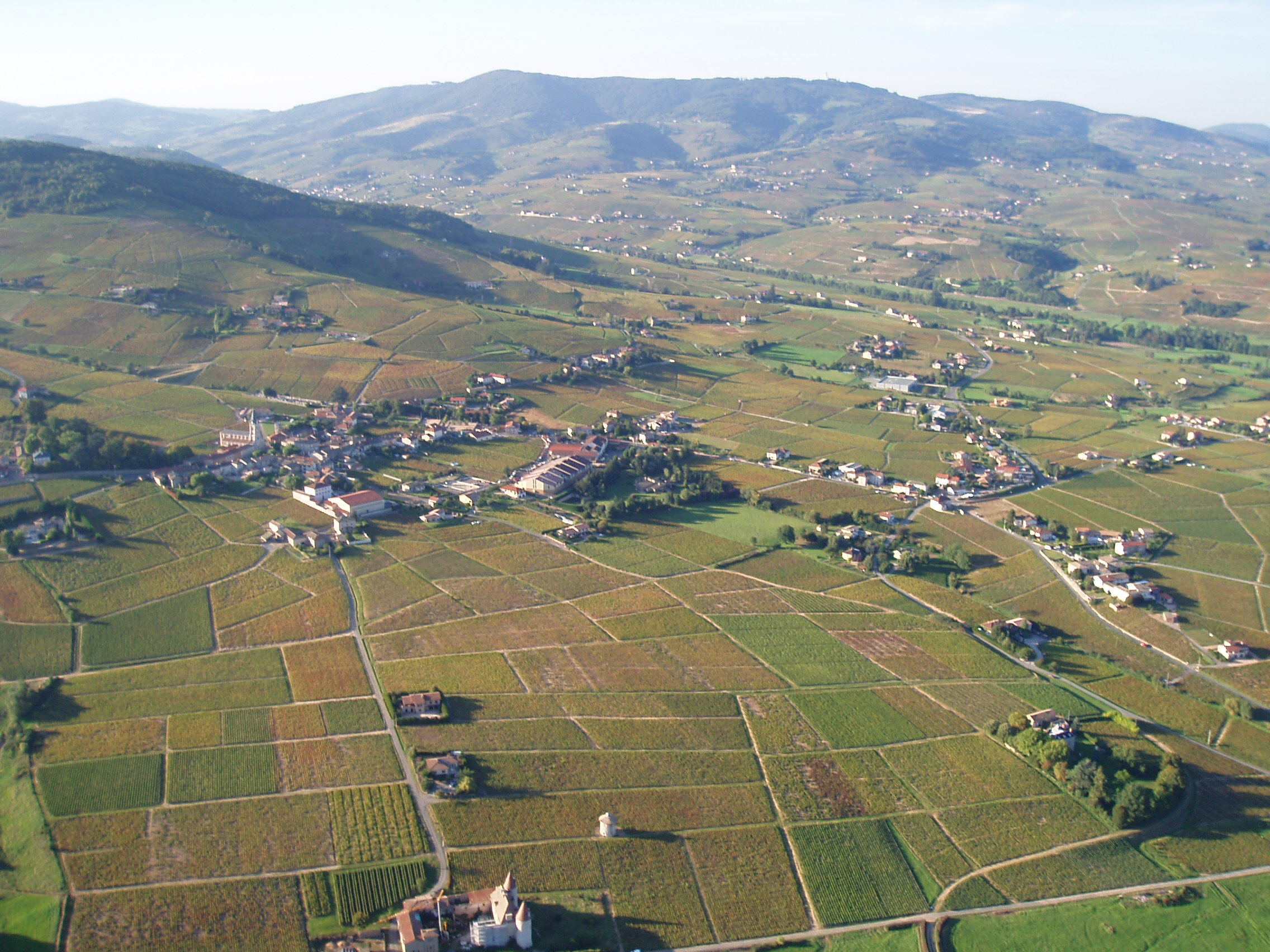
Vue aérienne du vignoble du Beaujolais. On perçoit bien la monoculture de la vigne sur des coteaux.

La partie centrale et la frange nord du vignoble est éligible à la dénomination beaujolais-villages (l'appellation « beaujolais » complétée par la mention « -villages ») ; sa zone la plus vaste est située entre les vallées de deux rivières, le Nizerand et l'Ardières. Le beaujolais-villages est produit sur 38 communes, avec une surface en 2024 de 2 919 hectares (dont 151 ha pour du blanc), et représente 25 % de la production beaujolaise : autour de 300 000 hℓ chaque année. Une partie de la production est commercialisée en primeur sous le nom de beaujolais-villages nouveau.

### Appellations communales
Dix appellations communales ou locales, appelées « crus du Beaujolais » (la mention est autorisée sur l'étiquette), existent, enclavées dans l'aire de production du beaujolais-villages, couvrant un total de 5 687 hectares en 2024, dont :
- le brouilly (1 205 ha) ;
- le chénas (228 ha) ;
- le chiroubles (275 ha) ;
- le côte-de-brouilly (311 ha) ;
- le fleurie (770 ha) ;
- le juliénas (520 ha) ;
- le morgon (1 073 ha) ;
- le moulin-à-vent (616 ha) ;
- le régnié (390 ha) ;
- le saint-amour (299 ha)[4].

L'Interprofessionnelle du Beaujolais a l'intention de demander le classement de ses terroirs. Cette démarche a commencé en 2009 et devrait être initiée sur le cru moulin-à-vent. Cette étude préalable cherche à délimiter, caractériser et nommer les zones spécifiques.

### Appellations bourguignonnes
Légalement, le vignoble du Beaujolais est rattaché au vignoble de Bourgogne par le jugement du 29 avril 1930 du tribunal civil de Dijon, repris par la commission chargée par le décret du 31 juillet 1937 de créer l'AOC bourgogne (y compris pour les rouges de gamay de la Saône-et-Loire et du Beaujolais), modifié par le décret du 24 février 1942 qui le limite aux seuls beaujolais blancs, puis de nouveau étendu aux rouges issus du gamay le 6 mai 1946 pour quatorze communes beaujolaises (celles produisant les crus) ; aujourd'hui les appellations régionales bourguignonnes (bourgogne, coteaux-bourguignons, bourgogne-passe-tout-grains, bourgogne aligoté, crémant de Bourgogne et bourgogne-mousseux) peuvent être produites sur 85 communes rhodaniennes, soit l'ensemble du Beaujolais (selon les deux décrets du 16 octobre 2009). Les beaujolais se rattachent aussi aux bourgognes par les pratiques, car le négoce bourguignon est depuis le début du XXe siècle un gros acheteur de beaujolais ; des négociations pour fusionner les interprofessions ont pour l'instant échoué.
Le Beaujolais n'en a pas moins une spécificité largement consacrée par l'usage, ce qui fait que la presque totalité des publications mentionnent le vignoble du Beaujolais comme un vignoble à part de la Bourgogne. Le premier argument est administratif, l'arrondissement de Villefranche-sur-Saône (où se trouve majoritairement le vignoble du Beaujolais) appartient au département du Rhône et donc à la région Rhône-Alpes, et non à celle de Bourgogne-Franche-Comté. Le deuxième argument est géologique, le vignoble bourguignon est planté sur des sols argilo-calcaires, tandis que le vignoble des crus de beaujolais l'est sur des sols surtout granitiques, schisteux ou sableux. Le troisième argument est historique, on le fait remonter à Philippe le Hardi qui en 1395 décida l’utilisation exclusive du pinot noir pour la production des vins rouges au nord de Mâcon et celle du « vil et déloyal gamay » au sud. Cette délimitation ancienne perdure et consacre des terroirs adaptés à chacun des cépages.

### Vin de pays des Gaules

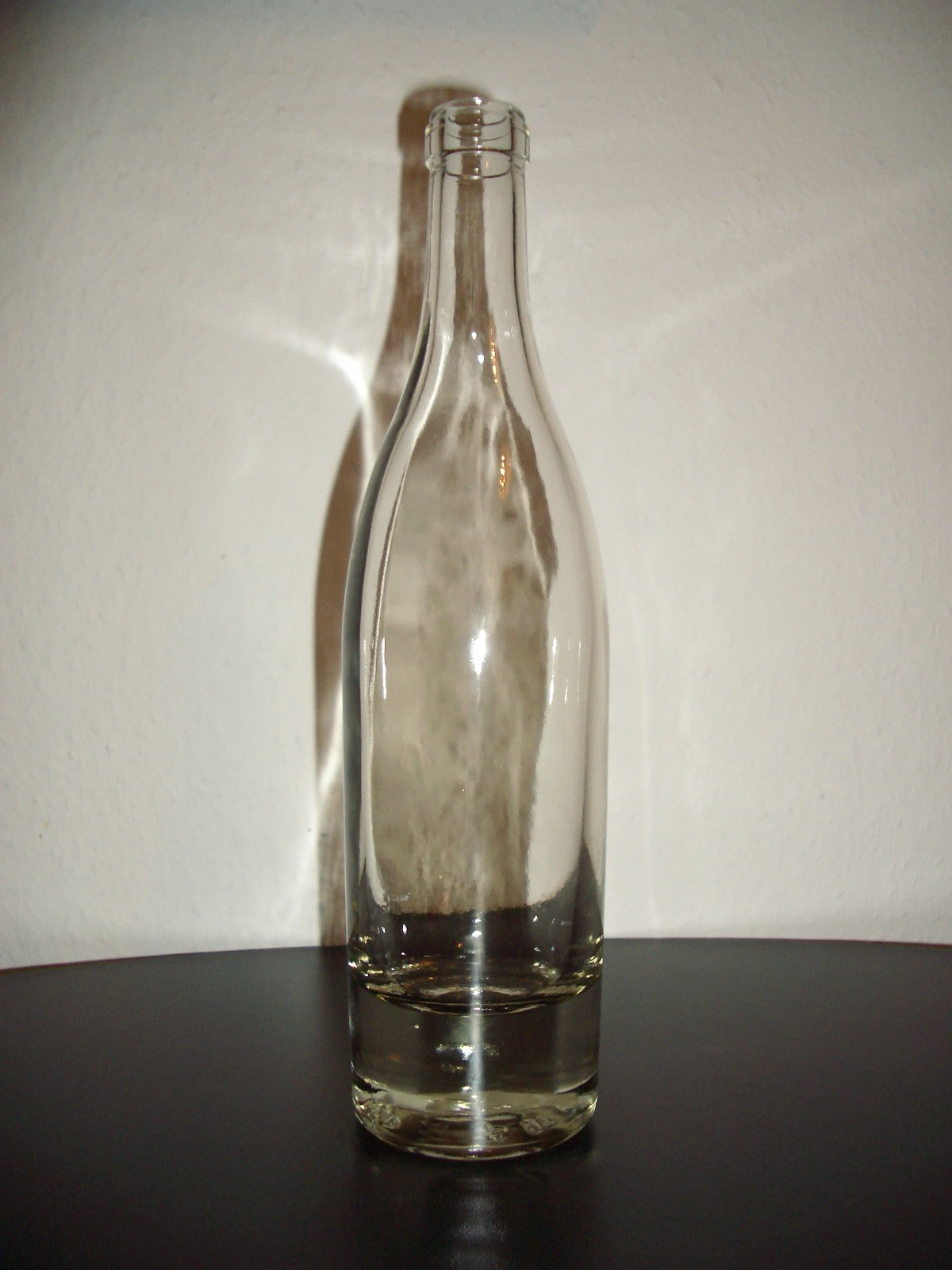
Pot beaujolais de 46 cl à fond très épais. Il est utilisé pour servir le beaujolais au comptoir.

Le « vin de pays des Gaules » était un vin de pays créé par un décret du 2 novembre 2006 sur le territoire géographique des vins du Beaujolais. Il concernait les cépages non répertoriés en AOC ou des vins de gamay vendangés mécaniquement ou plantés à plus faible densité que le vin du beaujolais. Pour éviter une confusion des deux vins, le vin de pays des Gaules ne pouvait pas présenter de vin en primeur (selon le décret, les vins rouges doivent « avoir fait l'objet d'une durée d'élevage de trois mois minimum à compter de la récolte »).
Ce nom, jugée vague, a été attaquée auprès des instances européennes, et n'a pas été reprise en IGP (indication géographique protégée, qui remplace les vins de pays). Le vignoble du Beaujolais ne produit donc actuellement que des vins d'AOC.

## Historique

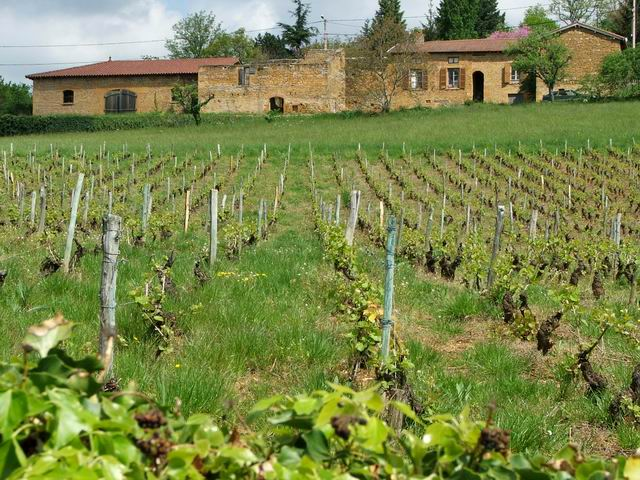
Château de Bagnols et ses vignes beaujolaises de gamay N.

### Antiquité
La région est peuplée depuis très longtemps, des vestiges d'outil en silex en attestent. Le peuplement celte fait de cette région un territoire partagé entre Éduens et Ségusiaves. À cette époque, les Romains (Columelle notamment) évoquent l'allobrogica. Cépage de la vallée du Rhône, il pourrait être l'ancêtre du pinot noir N, cépage à l'origine de la famille des Noiriens.
Au cours des invasions barbares, le gouais B est importé en Europe occidentale. Croisé avec le pinot noir N, il va donner entre autres, le gamay N et le chardonnay B.

### Moyen Âge
La seigneurie du Beaujolais remonte à 957, date à laquelle Béraud fait construire son château de Pierre-Aigue au-dessus de Beaujeu.
Au Xe siècle, l'abbaye de Cluny et les seigneurs de Beaujeu s'allient militairement. Cette alliance stabilise le pays de Beaujeu. En 1140, une villefranche est fondée au bord de la Saône par Humbert III, ce sera Villefranche-sur-Saône. Les seigneurs s'attirent les faveurs de la bourgeoisie locale et se créent un port pour faciliter le commerce dont celui du vin.
En 1400, Édouard II de Beaujeu est dépossédé de sa seigneurie par le roi Charles VI, qui la donne à Louis de Bourbon.

### Période moderne
En 1531, le Beaujolais est réuni au domaine royal comme fief familial de François Ier à la mort de Louise de Savoie.
Au XVIIe siècle, le vignoble prend son essor. Il alimente le marché lyonnais grâce au transport de barriques sur la Saône. Le marché parisien est plus difficile à conquérir, le transport nécessitant le franchissement de cols des monts du Beaujolais pour rejoindre la Loire et le canal de Briare. Le chemin de fer sera un facteur de développement du vin. Les vins Georges Dubœuf rendent hommage au transport du vin par le rail dans leur musée du « hameau du vin ».

### Période contemporaine
En 1790, les provinces du Forez, du Lyonnais et du Beaujolois forment le département du Rhône-et-Loire, à l'exception du canton de la Chapelle-de-Guinchay qui passe au département de Saône-et-Loire (d'où le fait qu'une petite partie du Beaujolais se trouve dans ce dernier département). En 1793, le département est divisé en deux, le Rhône et la Loire, pour punir Lyon qui vient de se révolter (en limitant son influence à un petit département).
Le 29 avril 1930, par une décision du tribunal civil de Dijon, le vignoble du Beaujolais est rattaché administrativement à la Bourgogne viticole. À cette époque, le Beaujolais ne jouissait pas encore d'une grande notoriété, et le lien avec la Bourgogne toute proche semblait logique, les négociants bourguignons s'y fournissant en vin de gamay.
Le 11 septembre 1936 sont signés cinq décrets créant cinq appellations d'origine dans le vignoble du Beaujolais : le chénas, le chiroubles, le fleurie, le moulin-à-vent et le morgon.
S'y rajoutent le décret du 12 septembre 1937 qui délimite l'appellation « beaujolais », puis le décret du 11 mars 1938 qui rajoute le juliénas aux appellations communales, les deux décrets du 19 octobre 1938 pour les appellations brouilly et côte-de-brouilly et enfin le décret du 26 août 1946 qui permet d'adjoindre le nom de certaines communes (celles qui forment aujourd'hui la dénomination beaujolais-villages) à l'appellation beaujolais.
Le saint-amour devient une appellation communale par le décret du 8 février 1946, portant le nombre de crus à neuf. Le décret du 21 avril 1950 « concernant l'appellation contrôlée Beaujolais-Villages » crée cette dénomination. À partir de 1951, la sortie du beaujolais nouveau devient un évènement dont l'importance va croissant. Depuis 1985, la date de sortie correspond au troisième jeudi du mois de novembre.
La plus jeune appellation beaujolaise à être créée est celle protégeant le régnié, par le décret du 20 décembre 1988, portant le nombre des crus (les appellations communales) à dix.

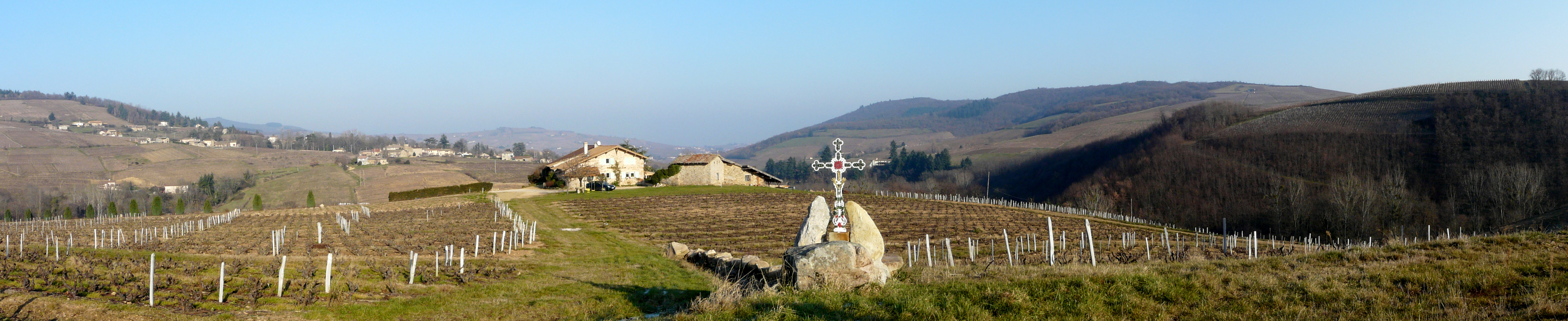
Panorama beaujolais vu d'un de ses sommets.

### Étymologie
Le Beaujolais tire son nom de son ancienne capitale Beaujeu. Anciennement Bellojovium, le fief fut créé en 955 pour doter Mathilde, sœur du roi Lothaire.

## Vignoble
Le Beaujolais est situé en continuité du vignoble du Mâconnais, à cheval sur les départements de Saône-et-Loire (sur onze communes du canton de la Chapelle-de-Guinchay) et du Rhône (sur 85 communes, principalement de l'arrondissement de Villefranche-sur-Saône) Il s'étale sur 55 kilomètres du nord au sud et sur 20 km de large.
Le vignoble est adossé aux monts du Beaujolais ; il est exposé à l'est ou au sud-est. Le vignoble s'étage entre les premiers coteaux, séparés de la Saône par une vallée trop fertile pour la vigne et le début de la forêt beaujolaise entre 450 et 550 mètres selon l'exposition et le microclimat.

### Orographie et géologie

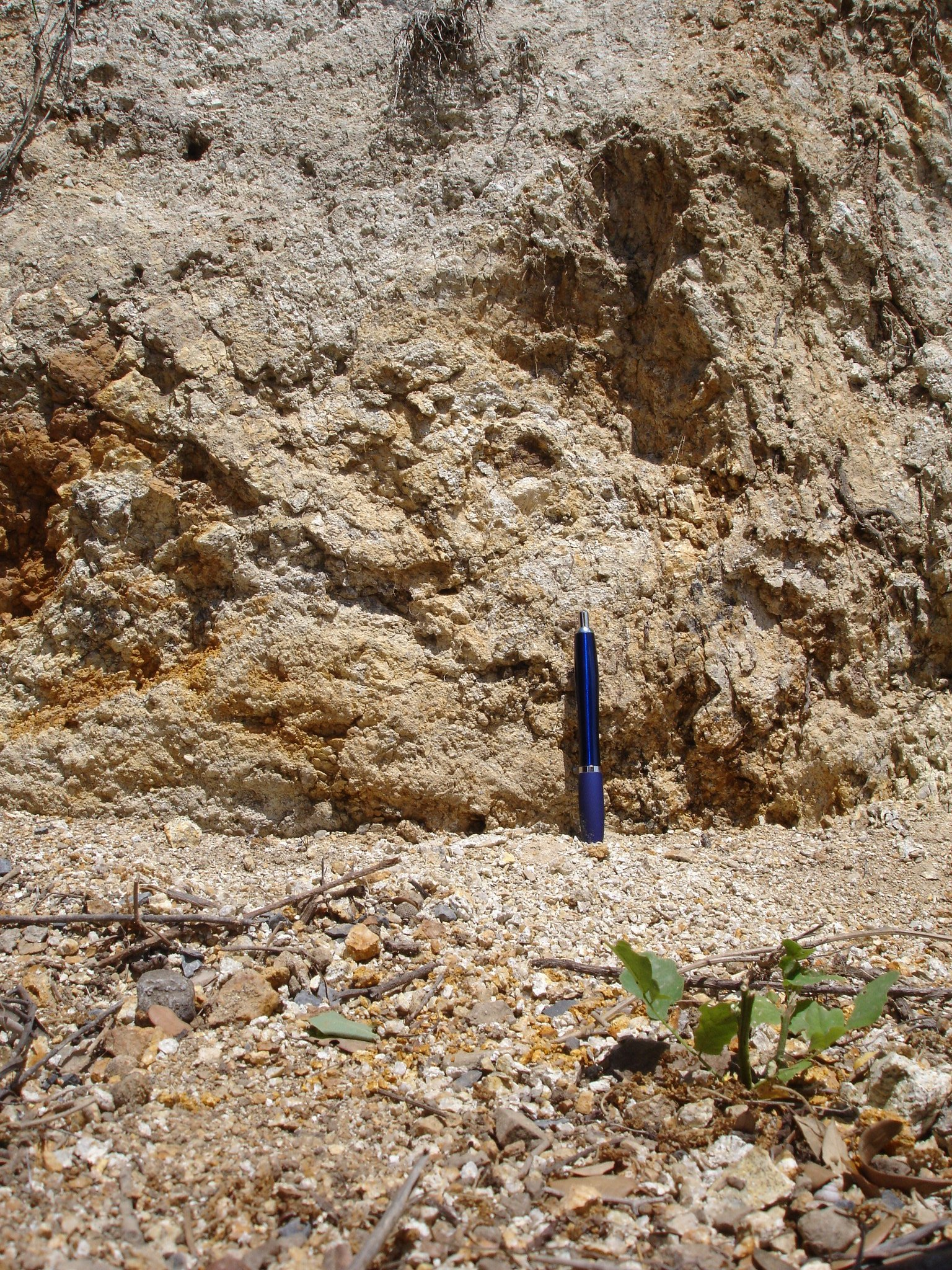
Arène granitique.

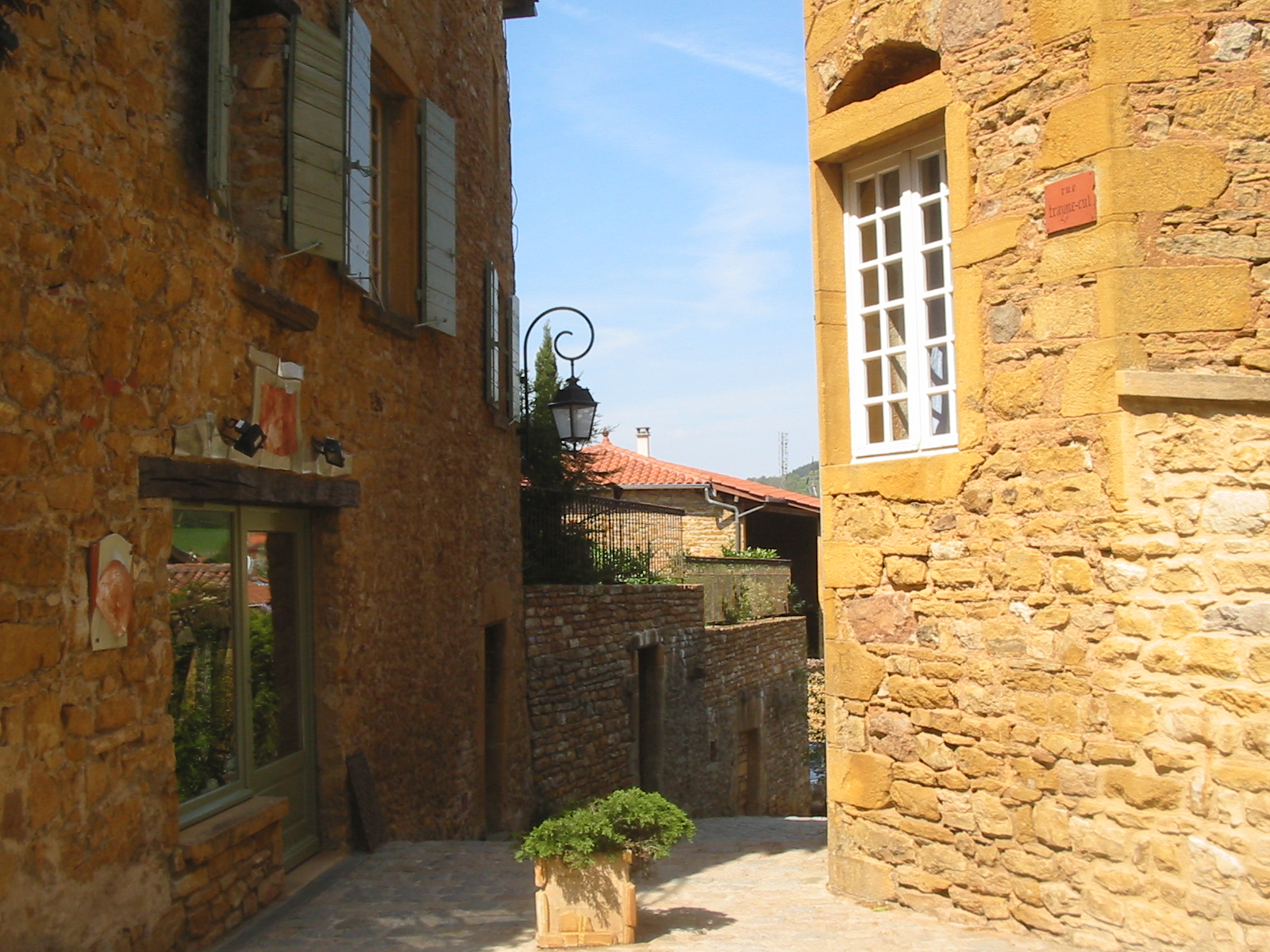
Construction en pierre dorée (rue Trayne Cul à Oingt).

Le Beaujolais viticole est partagé entre deux formations géologiques séparées par la rivière Nizerand.
Au nord du Nizerand, se situe une formation de roches plutoniques (granite) dite « granite de Fleurie ». Cette roche affleure en altitude sur des coteaux très pentus ; elle se désagrège en sable de pH acide (arène granitique). Depuis longtemps, l'érosion a amassé du sable au pied du relief : c'est essentiellement dans cette partie que le vignoble a été planté. Cependant, la vigne a aussi conquis le bas du relief, donnant des vignes difficiles à travailler et à mécaniser avec des pentes importantes. La vigne pousse sur un sol plus ou moins profond, bien drainé par le sable et pauvre. Il fallait ces conditions de culture pour freiner la fertilité importante du gamay.
Au sud du Nizerand, se situe une formation géologique sédimentaire. Il s'agit de coteaux calcaires entre le Nizerand et l'Azergues appelé « pierres dorées » ; le gamay doit y être maîtrisé par le viticulteur sur un terrain qui ne le limite pas. C'est cette partie du vignoble qui est la vitrine du vignoble, visible depuis l'autoroute A6 après le péage de Limas près de Villefranche-sur-Saône. Sur la partie amont de la vallée de l'Azergues, le sous-sol est constitué de schistes, centré sur les communes de Sainte-Paule, Ternand et Létra, le gamay retrouve un terrain à pH acide et pauvre. Il y donne des vins fins, fruités, charpentés et de bonne garde,.

### Climatologie
Le climat du Beaujolais est un climat continental. Les hivers sont plutôt froids et relativement secs. L'influence continentale est renforcée par le vent du nord : favorable à l'état sanitaire du raisin, il est béni l'été et l'automne. En revanche, au printemps, il peut amener des gelées tardives dévastatrices. La fertilité des yeux secondaires du gamay ne permet pas toujours de rattraper la perte et de donner un rendement correct. La Saône joue un rôle modérateur sur la rudesse du climat continental. L'altitude des coteaux par rapport à la rivière, isole la plus grande part du vignoble des brouillards hivernaux qui inondent fréquemment la vallée de la Saône. Les parcelles sont majoritairement orientées vers l'est ou le sud, assainissant le raisin des rosées matinales.
L'influence océanique est nettement atténuée par l'abri naturel des monts du Beaujolais. Parfois, les vents d'ouest donnent même un effet de fœhn. Ce vent d'ouest asséché et réchauffé sur le relief assainit le vignoble et accélère la maturité du raisin. Le Beaujolais, le plus méridional des vignobles bourguignons, reçoit aussi une influence non négligeable du climat méditerranéen. Les étés sont généralement ensoleillés, aidant la maturité du gamay, un cépage précoce. Une sècheresse estivale modérée donne de la concentration au raisin. En revanche, les orages sont redoutés, particulièrement lorsqu'ils amènent de la grêle.
La station météo de Charnay-lès-Mâcon, près de Mâcon (à 219 mètres d'altitude) se trouve à la limite nord du vignoble. Ses valeurs climatiques de 1961 à 1990 sont :
| Mois                              | jan. | fév. | mars  | avril | mai   | juin  | jui.  | août  | sep.  | oct.  | nov. | déc. | année   |
| --------------------------------- | ---- | ---- | ----- | ----- | ----- | ----- | ----- | ----- | ----- | ----- | ---- | ---- | ------- |
| Température minimale moyenne (°C) | −0,6 | 0,7  | 2,5   | 5,2   | 8,9   | 12,3  | 12,4  | 13,9  | 11,1  | 7,5   | 2,9  | 0,1  | 6,6     |
| Température moyenne (°C)          | 2,1  | 4    | 6,8   | 10    | 13,9  | 17,5  | 20,1  | 19,4  | 16,4  | 11,7  | 6    | 2,7  | 10,9    |
| Température maximale moyenne (°C) | 4,9  | 7,3  | 11,1  | 14,8  | 18,9  | 22,8  | 25,7  | 24,9  | 21,7  | 15,9  | 9,1  | 5,3  | 15,2    |
| Ensoleillement (h)                | 56,1 | 87,8 | 146,5 | 185,9 | 211,6 | 249,3 | 288,9 | 250,2 | 202,8 | 124,5 | 68,6 | 52,5 | 1 924,7 |
| Précipitations (mm)               | 66,3 | 60,9 | 58,7  | 69,4  | 85,9  | 74,7  | 58,1  | 77,1  | 75,7  | 71,7  | 72,7 | 70,4 | 841,4   |

| Mois                              | jan. | fév. | mars  | avril | mai   | juin  | jui.  | août  | sep.  | oct.  | nov. | déc. | année   |
| --------------------------------- | ---- | ---- | ----- | ----- | ----- | ----- | ----- | ----- | ----- | ----- | ---- | ---- | ------- |
| Température minimale moyenne (°C) | 0,7  | 1    | 3,8   | 6,5   | 10,5  | 14,1  | 15,9  | 15,4  | 11,7  | 8,6   | 4,2  | 1,5  | 7,8     |
| Température moyenne (°C)          | 3,5  | 4,6  | 8,5   | 11,7  | 15,7  | 19,5  | 21,5  | 21,1  | 17    | 12,7  | 7,4  | 4,1  | 12,3    |
| Température maximale moyenne (°C) | 6,3  | 8,3  | 13,2  | 16,8  | 20,8  | 24,8  | 27,1  | 26,9  | 22,3  | 16,9  | 10,5 | 6,7  | 16,7    |
| Ensoleillement (h)                | 61,6 | 96   | 163,7 | 191,7 | 216,5 | 249,1 | 274,9 | 251,1 | 194,8 | 120,3 | 71,3 | 52,1 | 1 943,1 |
| Précipitations (mm)               | 58,1 | 48,9 | 49,1  | 65,5  | 75,7  | 69,8  | 72,2  | 72,6  | 71,1  | 91,1  | 92,8 | 66,8 | 833,7   |

| Diagramme climatique                                  |          |             |             |              |              |              |              |              |             |             |            |
| J                                                     | F        | M           | A           | M            | J            | J            | A            | S            | O           | N           | D          |
| 6,30,758,1                                            | 8,3148,9 | 13,23,849,1 | 16,86,565,5 | 20,810,575,7 | 24,814,169,8 | 27,115,972,2 | 26,915,472,6 | 22,311,771,1 | 16,98,691,1 | 10,54,292,8 | 6,71,566,8 |
| Moyennes : • Temp. maxi et mini °C • Précipitation mm |          |             |             |              |              |              |              |              |             |             |            |

La station météo de Villefranche-sur-Saône (à 174 mètres d'altitude) se situe à la limite sud-est du vignoble. Ses valeurs climatiques sont :
| Mois                              | jan. | fév. | mars | avril | mai  | juin | jui. | août | sep. | oct. | nov. | déc. | année |
| --------------------------------- | ---- | ---- | ---- | ----- | ---- | ---- | ---- | ---- | ---- | ---- | ---- | ---- | ----- |
| Température minimale moyenne (°C) | −0,6 | 0,6  | 2,4  | 5,1   | 8,9  | 12,2 | 14,3 | 13,5 | 10,7 | 7,2  | 2,7  | 0,1  | 6,4   |
| Température moyenne (°C)          | 2,5  | 4,2  | 6,9  | 10,2  | 14,2 | 17,7 | 20,2 | 19,4 | 16,4 | 11,9 | 6,3  | 3    | 11,1  |
| Température maximale moyenne (°C) | 5,5  | 7,9  | 11,5 | 15,2  | 19,4 | 23,2 | 26,1 | 25,2 | 22,1 | 16,5 | 9,8  | 5,9  | 15,7  |
| Précipitations (mm)               | 47,3 | 45,4 | 47,4 | 58,5  | 82   | 71,4 | 59,8 | 81,6 | 71,6 | 67,2 | 60,1 | 51,7 | 744   |

| Mois                              | jan. | fév. | mars | avril | mai  | juin | jui. | août | sep. | oct. | nov. | déc. | année |
| --------------------------------- | ---- | ---- | ---- | ----- | ---- | ---- | ---- | ---- | ---- | ---- | ---- | ---- | ----- |
| Température minimale moyenne (°C) | 0,9  | 1    | 3,6  | 6,6   | 10,8 | 14,3 | 16,2 | 15,5 | 12   | 8,6  | 4,4  | 1,6  | 8     |
| Température moyenne (°C)          | 4,2  | 5,3  | 9    | 12,5  | 16,7 | 20,5 | 22,5 | 22   | 17,9 | 13,4 | 8    | 4,8  | 13,1  |
| Température maximale moyenne (°C) | 7,6  | 9,6  | 14,4 | 18,4  | 22,6 | 26,7 | 28,8 | 28,5 | 23,8 | 18,1 | 11,6 | 8    | 18,2  |
| Précipitations (mm)               | 48,3 | 37,9 | 46,9 | 62,6  | 73,5 | 73,6 | 77,1 | 71   | 68,2 | 89,9 | 88,4 | 53,5 | 790   |

| Diagramme climatique                                  |          |             |             |              |              |              |            |            |             |             |          |
| J                                                     | F        | M           | A           | M            | J            | J            | A          | S          | O           | N           | D        |
| 7,60,948,3                                            | 9,6137,9 | 14,43,646,9 | 18,46,662,6 | 22,610,873,5 | 26,714,373,6 | 28,816,277,1 | 28,515,571 | 23,81268,2 | 18,18,689,9 | 11,64,488,4 | 81,653,5 |
| Moyennes : • Temp. maxi et mini °C • Précipitation mm |          |             |             |              |              |              |            |            |             |             |          |

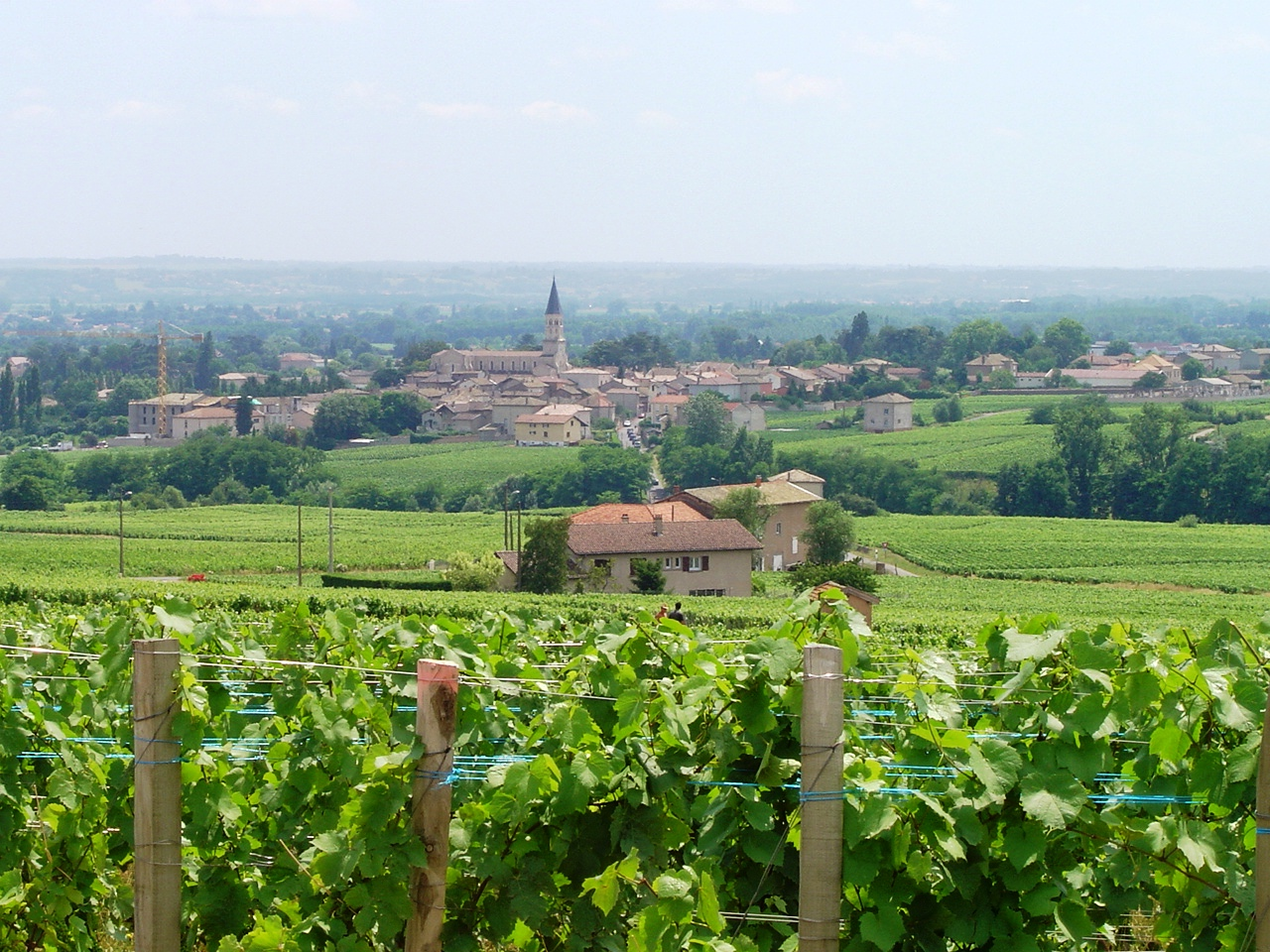
Vigne au printemps à Romanèche-Thorins.
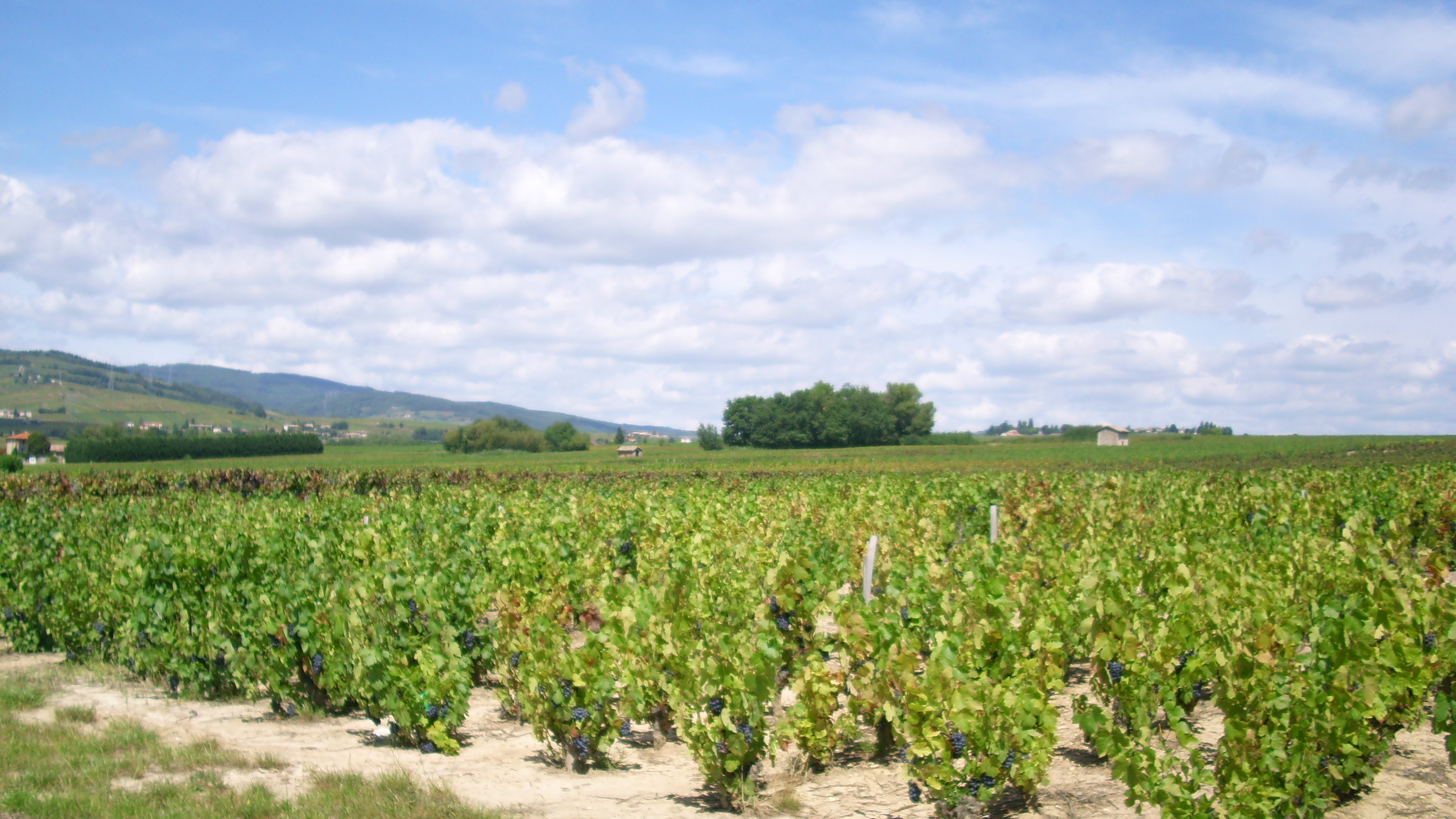
Vigne en été à Chénas.
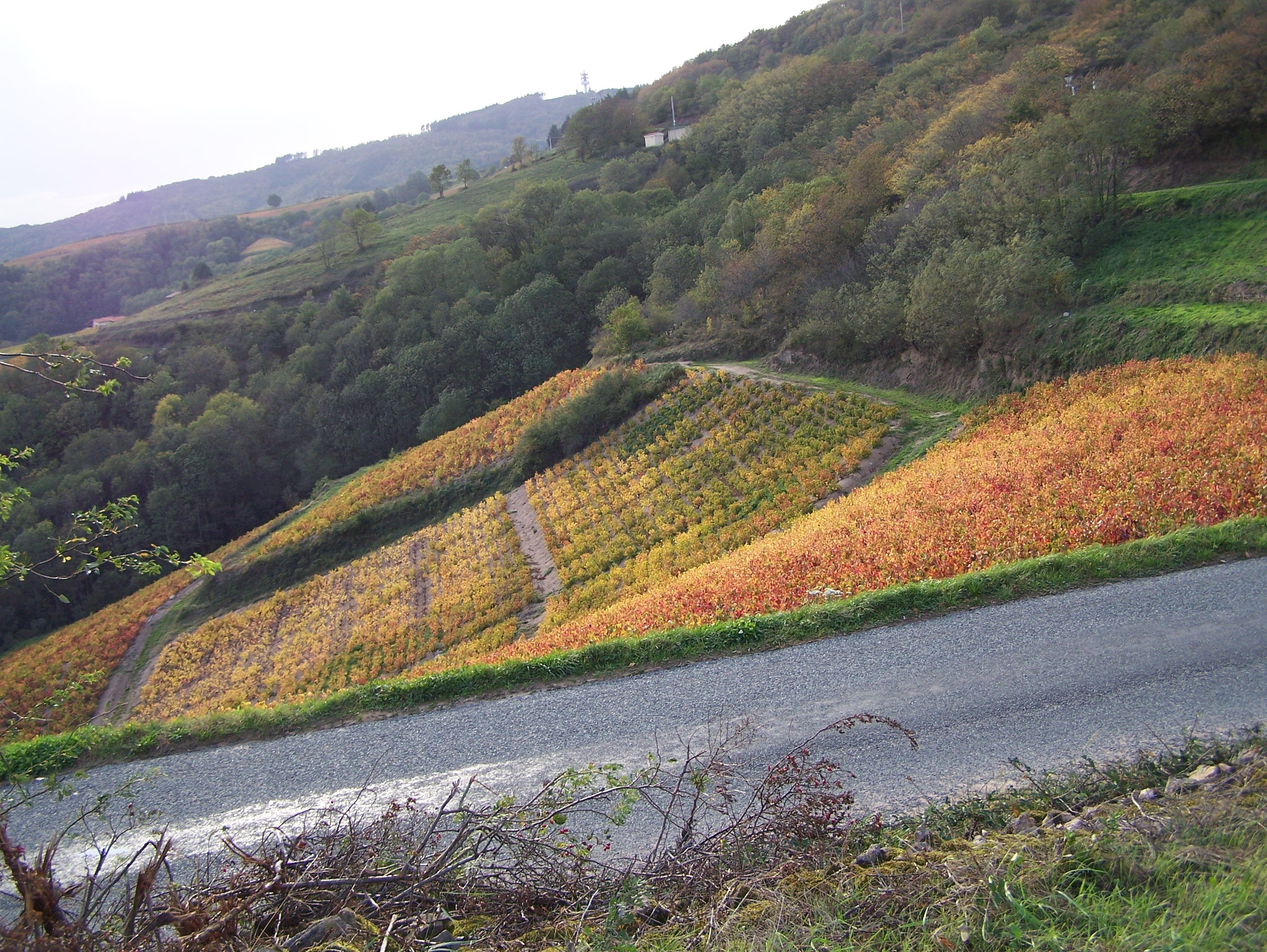
Vigne en automne à Avenas.
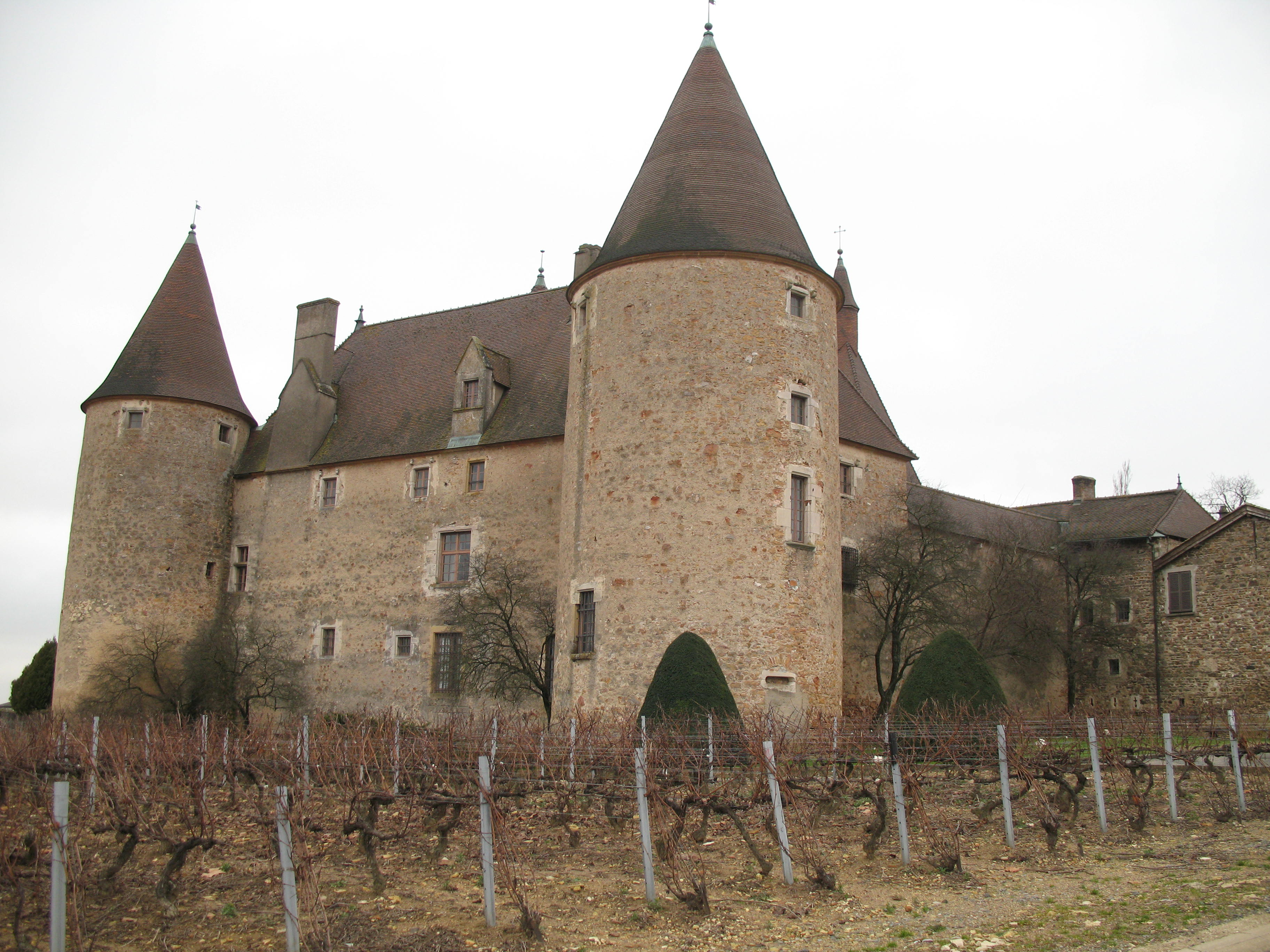
Vignes en hiver devant le château de Corcelles-en-Beaujolais.

La palette des vins du Beaujolais doit une partie de sa variété aux microclimats (liés à la pente, l'exposition, la protection du relief) tout autant qu'aux sols.

### Encépagement

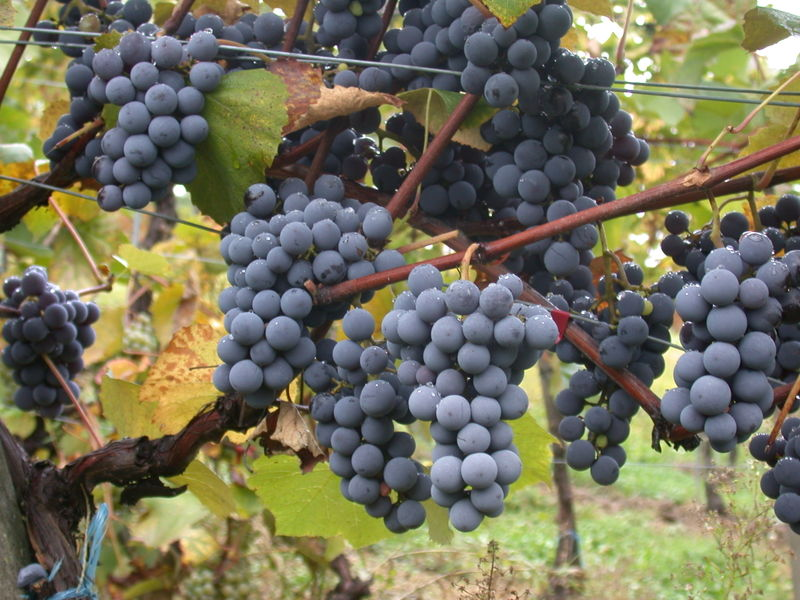
Grappes de gamay N.

Les vignes de raisin rouge sont essentiellement plantées en gamay N, dit « gamay noir à jus blanc » par opposition avec les gamay teinturiers. Ce cépage, exclu de Bourgogne par Philippe II de Bourgogne, (il le surnommait le « très déloyau plant ») a trouvé dans les sables granitiques du Beaujolais un terroir à sa mesure. Il y donne des vins fins, très aromatiques et permet de donner une gamme étendue allant du vin primeur (beaujolais nouveau) au vin de garde qui se bonifie de 2 à plus de 10 ans (moulin-à-vent, morgon, etc.).
Les vignes de raisin blanc sont essentiellement plantées en chardonnay B. Même si elles sont négligeables en surface, elles donnent de bons vins, équilibrés et aromatiques. Une partie sert à la fabrication du crémant de Bourgogne.
La législation autorise d'autres cépages : l'aligoté B, le melon B, le pinot gris G, le pinot noir N, le gamay de Bouze N et le gamay de Chaudenay N. Il s'agit de cépages accessoires, dont les cahiers des charges des différentes appellations limitent l'emploi à 15 % de l'encépagement. Dans les appellations communales (les crus), seuls l'aligoté, le chardonnay et le melon sont autorisés comme accessoires.

### Vendanges et polémique
Traditionnellement, les vins du Beaujolais nécessitent une vendange en grains entiers pour pouvoir être vinifiés en macération carbonique ou semi-carbonique. Cependant, les premiers essais officiels de machine à vendanger ont été menés. Les conclusions de dégustations comparatives ont amené le comité national vin et eaux-de-vie de l'INAO à interdire formellement l'usage de la machine à vendanger. Cependant, une expérimentation officieuse s'est poursuivie dans les vignes. Dans un premier temps, cette opération a été condamnée par l'INAO.
La situation économique du Beaujolais a poussé certains viticulteurs à faire une nouvelle demande. En 2004, la récolte mécanique a été autorisée sur la seule AOC beaujolais sans mention de primeur, à condition d'utiliser des machines à vendanger fabriquées postérieurement au 1er janvier 2000 ou celles agréées par l'Institut national de l'origine et de la qualité et, pour ces dernières, dont la liste est disponible auprès de l'organisme de défense et de gestion.
En 2008, 25 hectares de beaujolais et 7 hectares de beaujolais-villages ont été autorisés, à l'exception des dix appellations communales, où la récolte est manuelle. Le résultat de la vinification donnera lieu à des dégustations comparatives. Les arguments des défenseurs de la machine à vendanger viennent de :
- la nécessité de remplacer des vendangeurs parfois difficiles à recruter. En 2003, la précocité de la vendange, achevée fin août, a obligé les vignerons à appeler les vendangeurs sur leur lieu de congés[44].
- Argument qualitatif : la machine à vendanger étant plus rapide, le vigneron peut se permettre d'attendre la maturité optimale pour récolter. Lorsqu'un gros orage est annoncé, il peut mettre en œuvre la machine avant l'arrivée de l'humidité, synonyme de pourriture grise[45].
- Argument économique : le Beaujolais est le seul vignoble français avec le vignoble de Champagne à interdire la mécanisation des vendanges. Or, le prix de vente des vins du Beaujolais est au plus bas. Ce qui fait dire aux vignerons du Beaujolais qu'ils produisent un vin avec des conditions de grand cru pour le vendre au prix du vin de table[46].

Du côté des partisans des vendanges manuelles, les arguments sont d'une part en faveur d'une préservation de la qualité par le maintien d'une vinification particulière qui est impossible avec une vendange mécanisée, d'autre part que les coteaux escarpés sont les plus qualitatifs, mais leur pente ne permet pas la mécanisation (quel sera leur avenir si la machine à vendanger se généralisait ?).

### Date des vendanges
Le premier jour des vendanges (appelé « levée du ban des vendanges ») varie selon la maturité des baies, qui dépend lui-même de l'ensoleillement reçu : les années relativement chaudes les raisins sont vendangés tôt, les années relativement froides les vendanges sont plus tardives.
| Années | Débuts des vendanges | Années | Débuts des vendanges | Années | Débuts des vendanges | Années | Débuts des vendanges |
| ------ | -------------------- | ------ | -------------------- | ------ | -------------------- | ------ | -------------------- |
| 1997   | 30 août              | 2005   | 5 septembre          | 2012   | 24 août              | 2020   | 20 août              |
| 1998   | 2 septembre          | 2006   | 5 septembre          | 2013   | 24 septembre         | 2021   | 15 septembre         |
| 1999   | 7 septembre          | 2004   | 11 septembre         | 2014   | 8 septembre          | 2022   | 22 août              |
| 2000   | 28 août              | 2007   | 25 août              | 2015   | 24 août              | 2023   | 28 août/1er sept.*   |
| 2001   | 6 septembre          | 2008   | 15 septembre         | 2016   | 17 septembre         | 2024   | 4 septembre          |
| 2002   | 7 septembre          | 2009   | 27 août              | 2017   | 25 août              | 2025   |                      |
| 2003   | 14 août              | 2010   | 13 septembre         | 2018   | 27 août              |        |                      |
| 2004   | 11 septembre         | 2011   | 24 août              | 2019   | 9 septembre          |        |                      |

En 2023, les vendanges pour les beaujolais et beaujolais-villages blancs débutent le 28 août.

## Vins

### Vinification et élevage

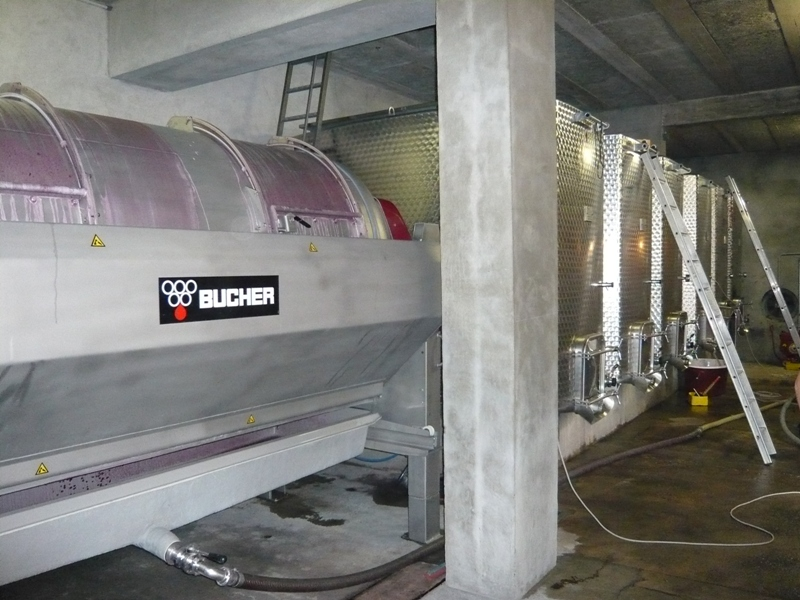
Cuvage de vinification à Chénas.

La méthode de la macération carbonique explique beaucoup le type de vins très particulier qui y est produit. Le raisin est encuvé entier et la cuve fermée pendant quelques jours. La saturation de la cuve empêche les raisins de respirer, les obligeant à un mode de fonctionnement anaérobie. Cette évolution à l'intérieur du grain de raisin s'apparente à un début de fermentation. Elle produit un peu d'alcool et des précurseurs d'arômes. Ensuite, le raisin est foulé et une fermentation traditionnelle se poursuit.
Ce processus a été étudié par Michel Flanzy et porte le nom de macération carbonique. Pour assurer la continuité de ce mode de vinification, le beaujolais est issu d'un raisin vendangé manuellement. Des essais de récolte à la machine à vendanger sont menés pour tenter de réduire le coût en personnel d'un vin qui se vend en dessous de son coût de production.
Pour les vins destinés à être élevés et gardés plusieurs années, (beaujolais et beaujolais-villages non primeurs, ainsi que les crus du Beaujolais) la vinification est semi-carbonique, à mi-chemin de la vinification bourguignonne. Le raisin est récolté manuellement, encuvé entier sans éraflage. La fermentation débute comme pour une macération carbonique, mais au moment où le marc destiné au primeur est décuvé et pressé, les cuves destinées au vin de garde sont pigées et la macération se poursuit jusqu'à épuisement presque complet des sucres. Le vin est ensuite écoulé, le marc pressé et la fermentation malolactique peut s'enclencher tant que la température n'est pas trop descendue.
À partir de 1994, l'ITV-SICAREX du Beaujolais a mis au point la macération préfermentaire à chaud ou MPC. Cette technique consiste à chauffer la vendange à 60-70 °C pendant quelques heures. La température fragilise la pellicule du raisin. Elle libère couleur et précurseurs d'arômes. Cette technique permet d'extraire plus d'arômes, plus de tannins et plus de couleur. Pour être bénéfique, elle nécessite, plus que pour une macération classique, une vendange à la maturité optimale. Les vins donnés par cette vinification ont une couleur plus intense, pourpre sombre à nuance violacée. À la dégustation, ils présentent un arôme puissant mais monolithique de cassis.
L'usage massif de cette technique crée une polémique. Elle est accusée d'uniformiser les vins, typés par leur vinification et non plus par le terroir.

### Gastronomie
Les beaujolais sont associés depuis longtemps à la cuisine lyonnaise. Les vins rouges très fruités sont bien adaptés à la charcuterie locale (jésus et rosette de Lyon, saucisson brioché, fritons, etc.).
Les vins blancs et rouges trouvent de bons faire-valoir avec les fromages de la région : fromages de chèvre, (boutons de Culotte, mâconnais ou charolais) les fromages frais (en faisselle ou la cervelle de canut) mais aussi les fromages à pâte molle à croûte fleurie, (camembert, saint-marcellin, brie...) ou les fromages à pâte persillée (bleu d'Auvergne, fourme de Montbrison, bleu de Bresse...).

### Structure des exploitations

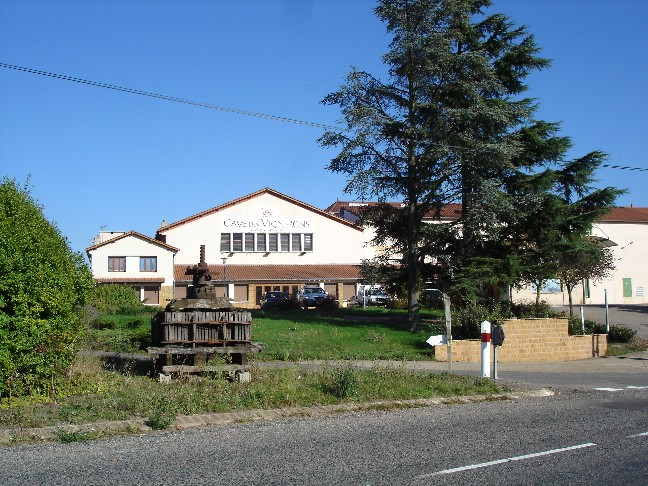
Cave des vignerons de Bully.

Une particularité du Beaujolais est la survivance tenace du métayage. Les propriétaires terriens et les métayers partagent le vin produit. Cet état de fait a entretenu un négoce très puissant ; en effet, les propriétaires souvent occupés avec une autre profession laissaient le négoce se charger de la commercialisation. Au début des années 2000, plus de 80 % du volume de vin commercialisé l'était par le négoce.

### Exportations

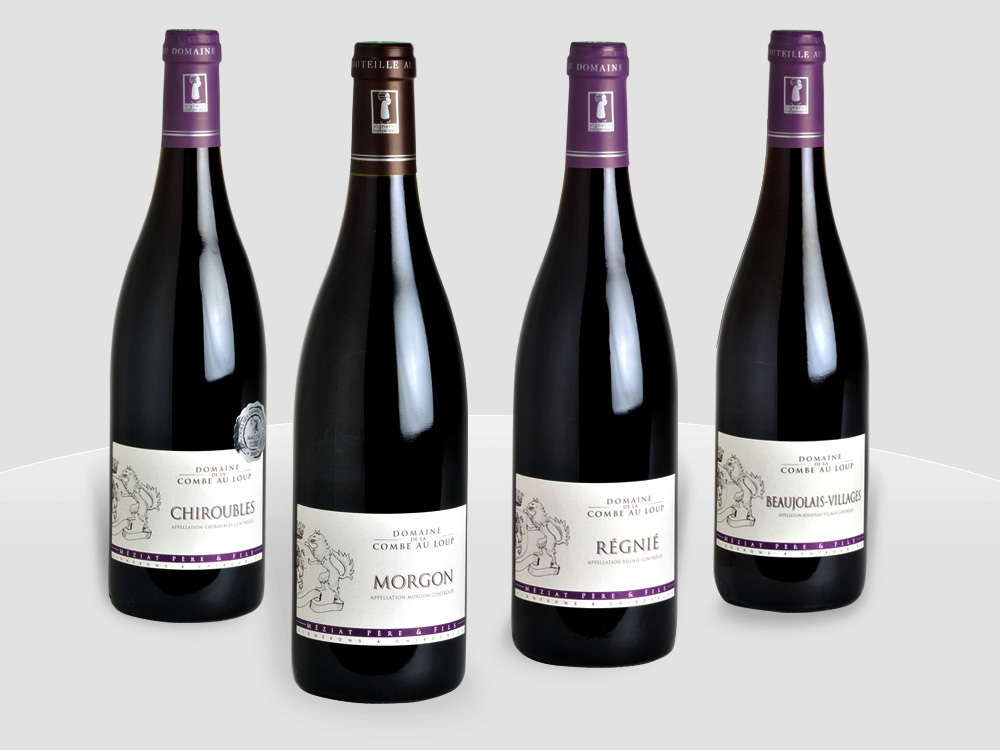
Quatre bouteilles de beaujolais : un chiroubles, un morgon, un régnié et un beaujolais-villages.

Les beaujolais ont été exportés très tôt, le marché étant tiré par la vente des beaujolais nouveaux. Toutefois, depuis quelques années, le marché à l'export est en régression. Le volume est passé de 606 000 hectolitres en 1996 à 468 000 hectolitres en 2005.
En 2005, les premiers pays acheteurs sont le Japon (102 000 hectolitres), les États-Unis (76 500 hl), le Royaume-Uni (56 000 hl), la Suisse (50 000 hl) ou l’Allemagne (49 800 hl).
Aujourd'hui des nouveaux marchés de niche apparaissent comme le Danemark ou la Chine.

### Image de marque
Avec la désaffection du beaujolais primeur, les autres vins ont été entraînés dans la mévente. Les négociants ayant élargi leur gamme ont recentré leurs ventes sur d'autres vignobles.
Georges Dubœuf, négociant local et premier exportateur de beaujolais nouveau a dû faire face à une condamnation pour tromperie en 2006. En 2008, une enquête de la gendarmerie fait apparaître des soupçons de fraude à la chaptalisation chez plus d'une centaine de viticulteurs, sur les millésimes 2004, 2005, 2006 et 2007.
Face à une réputation en baisse, la profession se bat et reçoit des soutiens de poids. En 2009, Bernard Pivot, un régional de l'étape et Périco Légasse, chroniqueur gastronomique, ont créé un comité de soutien au breuvage discriminé.
Un virage qualitatif a été entrepris pour raisonner les traitements de la vigne et réduire l'usage des herbicides. Cette démarche s'inscrit dans le cadre de la viticulture raisonnée et de sa marque Terra vitis. C'est le cas du domaine du Breuil.
Une réforme des mentalités s'opère et les vignerons ajoutent à leur profession celle de commercial ou d'hôtelier (chambres d'hôtes). Le faire-savoir relaie le savoir-faire.

## Culture et folklore

### Figures emblématiques du vignoble
- Philippe le Hardi (1342-1404), duc de Bourgogne : il a interdit la culture du gamay au nord de Mâcon, lui permettant de trouver son terroir de prédilection en Beaujolais.
- Benoît Raclet (1780- 1844) : il a découvert le remède contre la pyrale de la vigne.
- Victor Pulliat (1827-1896) : né à Chiroubles, il est devenu ampélographe puis il a constitué une collection de plus de 1 000 cépages. Il a créé le journal spécialisé le vignoble. En Beaujolais, il est considéré comme le sauveteur du vignoble par son travail au moment de l'invasion du phylloxera, car c'est lui qui a préconisé le greffage du gamay sur des vignes américaines.
- Victor Vermorel (1848-1927) : il a inventé le pulvérisateur à dos. Fortune faite, il a financé des recherches et publications sur la vigne, dont Ampélographie, Traité général de viticulture, publié avec Pierre Viala en sept volumes publiés entre 1901 et 1910.
- Jules Chauvet (1907-1989), négociant-vigneron : il a aussi étudié la chimie, l'influence des levures ou les types fermentaires. C'est le père spirituel des vins naturels.
- Louis Orizet (1913-1998), ingénieur agronome de formation et écrivain : il fut inspecteur général de l'INAO, maire de Denicé et l'inventeur du beaujolais nouveau avec Georges Dubœuf.
- Georges Dubœuf (1933-2019), viticulteur puis négociant-éleveur, le vignoble du Beaujolais lui doit beaucoup de sa notoriété, ainsi que la mode du beaujolais nouveau.
- Marcel Lapierre (1950-2010) : viticulteur, disciple de Jules Chauvet, il a été toute sa vie durant un défenseur et promoteur des vins naturels sans soufre.
- Nicole Chanrion, né en 1947: première femme viticultrice et présidente de l'appellation Côte de Brouilly[réf. nécessaire]

### Les hospices de Beaujeu
Un Hôtel-Dieu est créé au Moyen Âge. Un testament y fait référence en 1240, attestant d'une existence dès le XIIe siècle. Il était destiné aux vieillards et indigents, voulu par les sires de Beaujeu. Il fut reconstruit entre 1685 et 1705.
Longtemps, les dirigeants durent se débrouiller pour le faire fonctionner avec des legs irréguliers. À partir du XVe siècle, les donations se multiplient, en particulier en terre. Le domaine s'accroît. En 2009, il regroupe 81 ha de vignes, 92 ha de forêts et un cuvage à Régnié. Les parcelles de vigne sont situées sur les AOC Beaujolais-villages, Régnié, Brouilly et Morgon. Elles sont exploitées par 10 vignerons métayers et 16 ha en exploitation propre.
Tous les ans, une vente aux enchères similaire à celle des hospices de Beaune se déroule au cuvage de la Grange-Charton à Régnié.

### Fêtes viticoles
- Fête des crus : Depuis 2000, chaque année, un cru accueille cette fête[63]. L'appellation qui accueille choisit un thème et organise des festivités : marché gastronomique, dégustations de vin, jeux pour enfants... Chaque cru a un espace pour faire découvrir aux visiteurs les vins de son appellation. (Saint-Amour en 2005[64], Régnié en 2006[65], Juliénas en 2007[66], Brouilly et côte de Brouilly en 2008[67], Chénas en 2009[68], Chiroubles en 2010 et Fleurie en 2011[69])
- Fête Benoît Raclet : Le dernier week-end d'octobre, cette fête perpétue le souvenir d'un bienfaiteur du vignoble[70]. C'est devenu le rendez-vous annuel pour faire découvrir le nouveau millésime avec des vins ayant juste achevé leurs fermentations, prélude à la sortie des primeurs.
- Sortie du Beaujolais nouveau : La mise en perce du fût de beaujolais nouveau à Beaujeu donne lieu à la fête des sarmentelles. Quatre jours de dégustations et machons beaujolais (casse-croûte local) accueillent les visiteurs du monde entier.

### Route des vins
Une route des vins a été créée sur les coteaux encépagés. Rénovée en 2010, elle se déroule sur 140 kilomètres et parcourt trente-six communes, de Chânes à Limonest. Cet itinéraire balisé par des panneaux traverse la zone des crus, et les appellations beaujolais et beaujolais-villages. Pour en faire partie, chaque domaine devait disposer d'un caveau répondant à 73 critères qualitatifs. 94 ont été retenus en 2009 et 137 en 2010.
Cette route fait aussi la part belle aux nouvelles technologies avec un guidage GPS et des étapes commentées. (10 dès l'ouverture, mais 60 sont prévues).

### Lieux touristiques

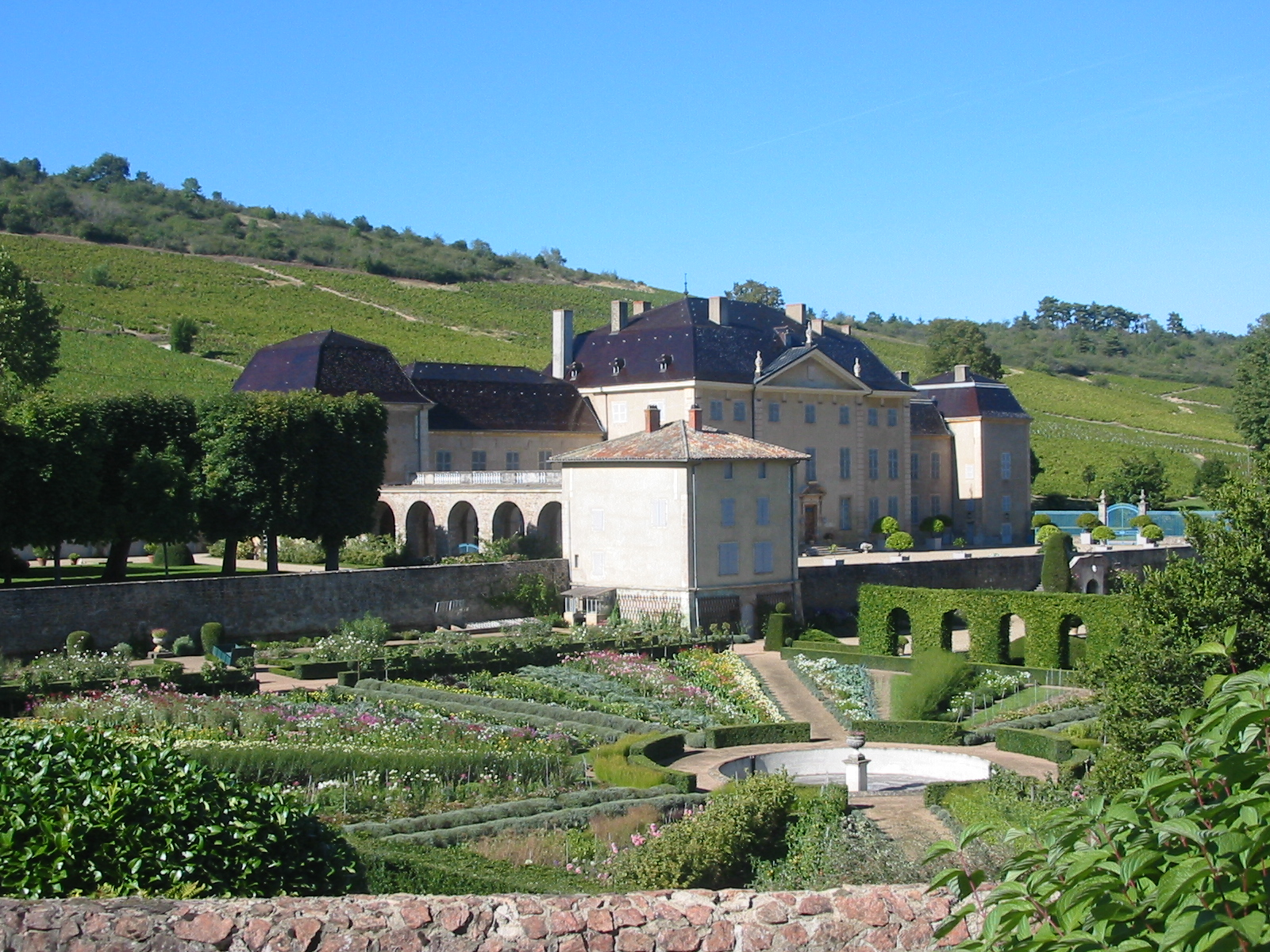
Le Château de la Chaize possède un cuvage exceptionnel.

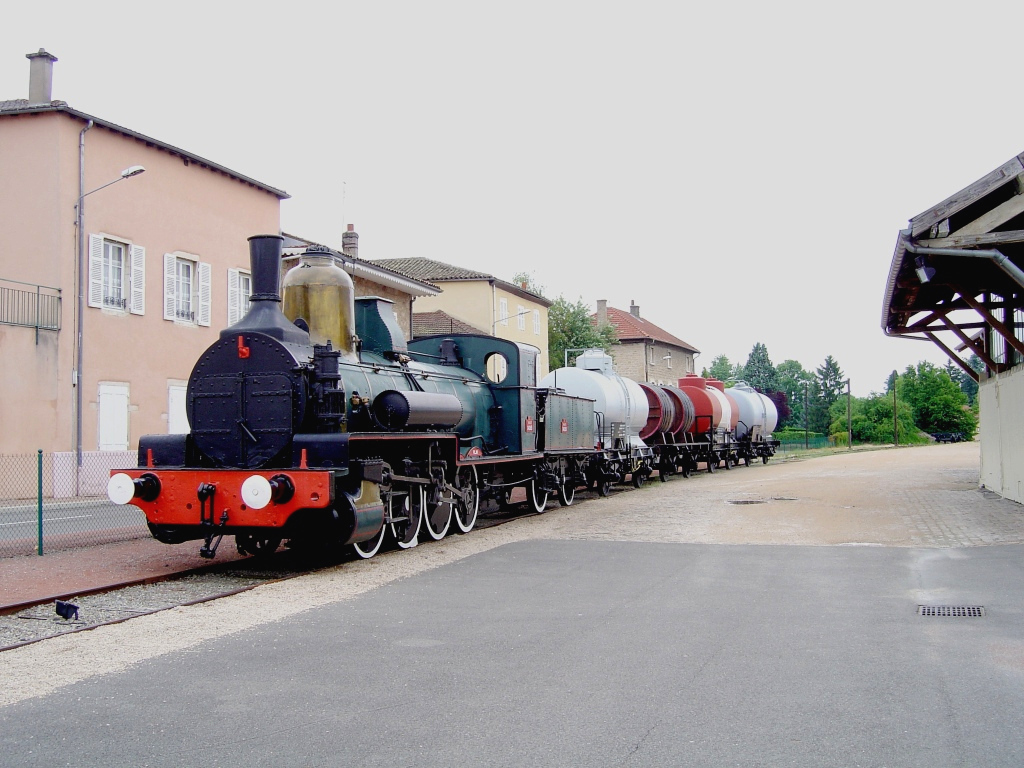
Le hameau du vin, musée de Georges Dubœuf.

Dans le vignoble, des édifices viticoles sont classés monuments historiques, comme le château de la Chaize et son cuvage de 108 mètres de long, le domaine de la Grange-Charton pour ses maisons de vignerons et son cuvage.
À Romanèche-Thorins, l'ancienne gare a été réaménagée par Georges Dubœuf pour en faire un lieu original de présentation du vignoble et de ses terroirs.

### Films en Beaujolais
- Dialogue avec mon jardinier a été tourné dans le Beaujolais.